# Йон Юнггрен
Йон Артур Юнггрен (швед. John Artur Ljunggren; нар. 9 вересня 1919 — пом. 13 січня 2000) — шведський легкоатлет, який спеціалізувався в спортивній ходьбі.

## Із життєпису
Учасник п'яти Олімпійських ігор (1948-1964).
Володар повного комплекту олімпійських нагород у спортивній ходьбі на 50 кілометрів:
- олімпійський чемпіон (1948)
- срібний призер (1960)
- бронзовий призер (1956)

Посів 16-е місце у ходьбі на 50 км на Іграх-1964.
У спортивній ходьбі на 20 км брав участь на трьох Олімпіадах:
- 4-е місце (1956)
- 7-е місце (1960)
- 19-е місце (1964)

Срібний (1961) та бронзовий (1963) призер Кубків світу зі спортивної ходьби у командному заліку в складі збірної Швеції.
Учасник п'яти чемпіонатів Європи (1946-1962). Чемпіон Європи (1946) та срібний призер чемпіоната Європи (1950) у спортивній ходьбі на 50 кілометрів.
11-разовий чемпіон Швеції у різних дисциплінах спортивної ходьби.
Ексрекордсмен світу в спортивній ходьбі на різних дистанціях доріжкою стадіону (30000 та 50000 м, 20 та 30 миль)
По завершенні професійної кар'єри продовжив виступи на ветеранських змаганнях. Чемпіон світу серед ветеранів в ходьбі на 20 км (1977) та чемпіон Європи серед ветеранів у ходьбі на 10 км. (1984).
Брати Юнггрена — Вернер та Гуннар — були також спортивними ходоками на національному рівні.

## Основні міжнародні виступи
| Рік  | Змагання             | Місто        | Місце            | Дисципліна   | Примітки |
| ---- | -------------------- | ------------ | ---------------- | ------------ | -------- |
| 1946 | Чемпіонат Європи     | Осло         | 1                | ходьба 50 км |          |
| 1948 | Олімпійські ігри     | Лондон       | 1                | ходьба 50 км |          |
| 1950 | Чемпіонат Європи     | Брюссель     | 2                | ходьба 50 км |          |
| 1952 | Олімпійські ігри     | Гельсінкі    |                  | ходьба 50 км |          |
| 1954 | Чемпіонат Європи     | Берн         |                  | ходьба 50 км |          |
| 1956 | Олімпійські ігри     | Мельбурн     |                  | ходьба 20 км |          |
| 1956 | 3                    | ходьба 50 км |                  |              |          |
| 1958 | Чемпіонат Європи     | Стокгольм    |                  | ходьба 50 км |          |
| 1960 | Олімпійські ігри     | Рим          |                  | ходьба 20 км |          |
| 1960 | 2                    | ходьба 50 км | Відео на YouTube |              |          |
| 1961 | Кубок світу з ходьби | Лугано       |                  | ходьба 20 км |          |
| 1962 | Чемпіонат Європи     | Белград      |                  | ходьба 50 км |          |
| 1963 | Кубок світу з ходьби | Варезе       |                  | ходьба 20 км |          |
| 1964 | Олімпійські ігри     | Токіо        |                  | ходьба 20 км |          |
| 1964 | ходьба 50 км         |              |                  |              |          |